# Kobylany (województwo lubelskie)
Kobylany – wieś w Polsce położona w województwie lubelskim, w powiecie bialskim, w gminie Terespol. 
Od 1 stycznia 2014 r. miejscowość jest siedzibą gminy Terespol.
Wieś królewska położona była w końcu XVIII wieku w powiecie brzeskolitewskim województwa brzeskolitewskiego. W latach 1809–1952 miejscowość była siedzibą gminy Kobylany. W latach 1975–1998 miejscowość administracyjnie należała do województwa bialskopodlaskiego. 
Wieś jest sołectwem w gminie Terespol. Według Narodowego Spisu Powszechnego z roku 2011 wieś liczyła 479 mieszkańców i była piątą co do wielkości miejscowością gminy.

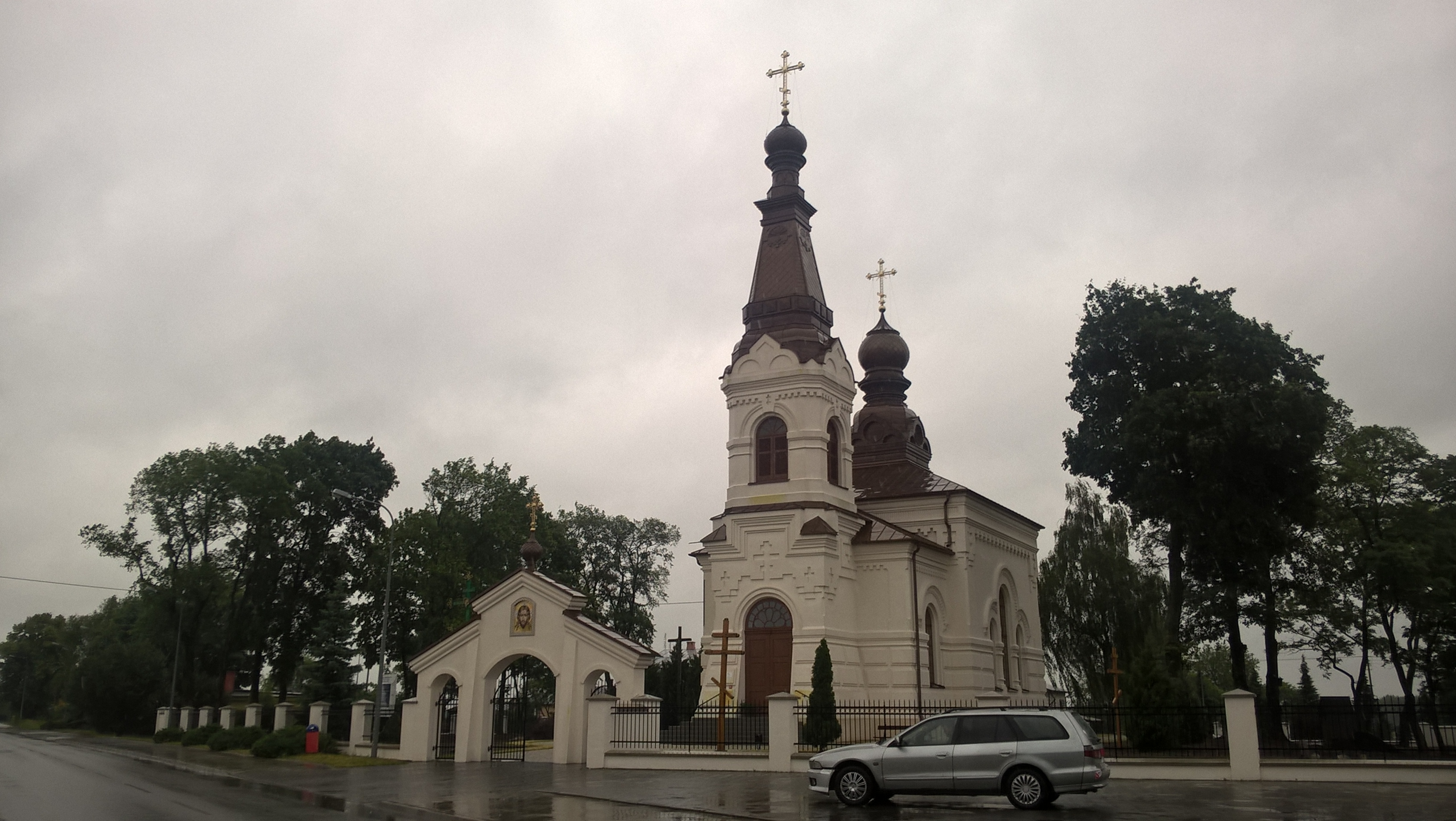
Cerkiew Opieki Matki Bożej

We wsi działa Szkoła podstawowa im. Orła Białego, znajduje się tu także motel Pod Dębami. W miejscowości znajduje się stacja kolejowa Kobylany oraz stacja kolejowa - towarowa.
W miejscowości znajduje się parafialna cerkiew prawosławna pod wezwaniem Opieki Matki Bożej oraz kościół parafialny rzymskokatolicki pod wezwaniem Miłosierdzia Bożego (obie świątynie mieszczą się przy ulicy Słonecznej). W pobliżu cerkwi znajduje się też katolicko-prawosławny cmentarz.
Od 2016 roku w miejscowości działa klub piłkarski Twierdza Kobylany. 